# Min (egyptisk mytologi)

Min

Min var i egyptisk mytologi främst en himmelsgud men hade också en funktion som fruktbarhetsgud.
Min associerades med åskviggen och man höll en årlig och lössläppt skördefest till hans ära. Som många andra egyptiska gudar har hans gestalt smälts samman med andra gudars, varför han förknippas med till exempel Ra, Amon-Ra och Horus. Eftersom han allmänt förknippades med livet och sexuell energi förbands han med Nilens östra sida där solen stiger upp och symboliserades av en tjur. Ibland omnämns Min också som resandets och jägarnas gud. Han fick sitt namn, Amon min, när männen en gång skulle ut i krig. Pojken som då fick ansvaret att skydda byn hette Min. När männen sedan kom tillbaka fann de att alla kvinnorna var gravida, och den enda som kunde ha gjort det var Min. Som straff skar man av hans lemmar och kön och kastade ut dem i öknen som mat till kobrorna. När de sedan förstod att han inte kunnat vara säker på att de kom tillbaka, och i så fall hade gjort en stor tjänst för byns fortlevnad prisade folket honom som en gud. Därför fick fruksamhetsguden namnet Min. Och därför avbildas nu Min med bara en arm och ett ben men med ett synnerligen uppsvält könsorgan.